# Prima Ligă Națională Jamaicană
Prima Ligă Națională Jamaicană (sau Digicel Premier League din motive de sponsorizare) este primul eșalon din sistemul competițional fotbalistic din Jamaica.

## Echipele sezonului 2010-2011
- Arnett Gardens F.C.
- Benfica F.C. (nou-promovată)
- Boys' Town F.C.
- Harbour View F.C. (campioana sezonului trecut)
- Humble Lions F.C.
- Portmore United F.C.
- Reno F.C. (nou-promovată)
- Sporting Central Academy
- St. George's SC
- Tivoli Gardens F.C.
- Village United F.C.
- Waterhouse F.C.

## Foste campioane
| - 1973/74: Santos F.C. - 1974/75: Santos F.C. - 1975/76: Santos F.C. - 1976/77: Santos F.C. - 1977/78: Arnett Gardens F.C. - 1978/79: abandonat - 1979/80: Santos F.C. - 1980/81: Cavaliers F.C. - 1981/82: nu s-a disputat - 1982/83: Tivoli Gardens F.C. - 1983/84: Boys' Town F.C. - 1984/85: Jamaica Defence Force - 1985/86: Boys' Town F.C. | - 1986/87: Seba United F.C. - 1987/88: Wadadah F.C. - 1988/89: Boys' Town F.C. - 1989/90: Reno F.C. - 1990/91: Reno F.C. - 1991/92: Wadadah F.C. - 1992/93: Hazard United F.C. - 1993/94: Violet Kickers F.C. - 1994/95: Reno F.C. - 1995/96: Violet Kickers F.C. - 1996/97: Seba United F.C. - 1997/98: Waterhouse F.C. - 1998/99: Tivoli Gardens F.C. | - 1999/00: Harbour View F.C. - 2000/01: Arnett Gardens F.C. - 2001/02: Arnett Gardens F.C. - 2002/03: Hazard United F.C. - 2003/04: Tivoli Gardens F.C. - 2004/05: Portmore United F.C. - 2005/06: Waterhouse F.C. - 2006/07: Harbour View F.C. - 2007/08: Portmore United F.C. - 2008/09: Tivoli Gardens F.C. - 2009/10: Harbour View F.C. |

## Jucători notabili
| - Sydney 'Syd' Bartlett - Allan 'Skill' Cole | - Trevor Harris - Carl Brown - Paul Davis - Winston Buddle - Winston "Tony" Anglin - Lorne Donaldson | - Russell Latapy - Hubert "Junior" Groves - Altimont Butler | - Ricardo Gardner - Andy Williams - Theodore Whitmore - Ian Goodison - Peter Cargill - Walter Boyd - Onandi Lowe - Horace Pitt - Paul Davis - Stephen Malcolm - Gregory Messam - Warren Barrett - Hector Wright - Paul Young - Anthony Corbett - Aaron Lawrence - Anthony "Tuffy" Barnes | - Ricardo Fuller - Jermaine Johnson - Luton Shelton - Claude Davis - Damion Stewart - Rudolph Austin - Chris Dawes - Sean Fraser - Omar Daley - Donovan Ricketts - Fabian Taylor - Jason Morrison - Shavar Thomas - Oneil Thompson - Demar Phillips - Walter "Black Pearl" Boyd | - Lovel Palmer - Dwayne Miller |